# Sauber C34
Chronologie des modèles (2015)
Sauber C33 Sauber C35
La Sauber C34 est la monoplace de Formule 1 engagée par l'écurie suisse Sauber dans le cadre du championnat du monde de Formule 1 2015. Elle est pilotée par le Suédois Marcus Ericsson, en provenance de l'écurie malaisienne Caterham F1 Team et par le Brésilien Felipe Nasr, auteur de trois saisons en GP2 Series. Le pilote essayeur est l'Italien Raffaele Marciello. Conçue par l'ingénieur Français Éric Gandelin, la C34 est présentée le 30 janvier 2015 à l'usine d'Hinwil en Suisse. Évolution de la Sauber C33 de 2014, qui a réalisé la pire saison de l'écurie depuis son engagement en 1993, la C34 se distingue par son poids, augmenté de onze kilogrammes.

## Création de la monoplace
Après une saison 2014 difficile pour Sauber, l'écurie suisse décide de changer son duo de pilotes. L'arrivée de Felipe Nasr permet la signature d'un contrat avec la banque brésilienne Banco do Brasil, entraînant un changement de livrée radical. En effet, la couleur presque exclusivement noire de la monoplace est remplacée par une livrée bleue et jaune. Outre le plan sportif, l'avenir de l'écurie s'est révélé incertain durant l'intersaison, au point que le développement de la C34 a été interrompu et que le moteur Ferrari, qui propulse la monoplace, n'a été livré que le 24 janvier, soit une semaine avant les premiers essais privés sur le circuit permanent de Jerez, en Espagne.
Sauber annonce également un partenariat avec la société américaine spécialiste en informatique Hewlett-Packard, permettant à l'écurie de travailler en collaboration avec le Hewlett-Packard Competence Center basé à Grenoble, afin d'améliorer les connaissances de l'équipe en termes de dynamiques des fluides (CFD). De plus, la firme américaine a installé dans la soufflerie d'Hinwil un ordinateur servant à améliorer le traitement des données.
La C34 se distingue de sa devancière, la Sauber C33, par un museau plus volumineux et plus bas, en accord avec la réglementation. Selon le directeur technique de l'écurie, Éric Gandelin, l'équilibre général et le comportement de la voiture dans les virages lents, principaux points faibles de la C33, ont été améliorés, tandis que les pontons latéraux ont été affinés. Selon Monishia Kalterborn, la directrice de l'écurie, l'objectif de Sauber est de « rentrer dans les points » après une saison vierge.

## Résultats en championnat du monde de Formule 1
| Saison | Écurie         | Moteur                      | Pneus   | Pilotes         | Courses | Courses | Courses | Courses | Courses | Courses | Courses | Courses | Courses | Courses | Courses | Courses | Courses | Courses | Courses | Courses | Courses | Courses | Courses | Points inscrits | Classement |
| Saison | Écurie         | Moteur                      | Pneus   | Pilotes         | 1       | 2       | 3       | 4       | 5       | 6       | 7       | 8       | 9       | 10      | 11      | 12      | 13      | 14      | 15      | 16      | 17      | 18      | 19      | Points inscrits | Classement |
| ------ | -------------- | --------------------------- | ------- | --------------- | ------- | ------- | ------- | ------- | ------- | ------- | ------- | ------- | ------- | ------- | ------- | ------- | ------- | ------- | ------- | ------- | ------- | ------- | ------- | --------------- | ---------- |
| 2015   | Sauber F1 Team | Ferrari Type 059/4 V6 Turbo | Pirelli |                 | AUS     | MAL     | CHI     | BAH     | ESP     | MON     | CAN     | AUT     | GBR     | HON     | BEL     | ITA     | SIN     | JAP     | RUS     | USA     | MEX     | BRÉ     | ABU     | 36              | 8e         |
| 2015   | Sauber F1 Team | Ferrari Type 059/4 V6 Turbo | Pirelli | Marcus Ericsson | 8e      | Abd     | 10e     | 14e     | 14e     | 13e     | 14e     | 13e     | 11e     | 10e     | 10e     | 9e      | 11e     | 14e     | Abd     | Abd     | 12e     | 16e     | 14e     | 36              | 8e         |
| 2015   | Sauber F1 Team | Ferrari Type 059/4 V6 Turbo | Pirelli | Felipe Nasr     | 5e      | 12e     | 8e      | 12e     | 12e     | 9e      | 16e     | 11e     | Np      | 11e     | 11e     | 13e     | 10e     | 20e*    | 6e      | 9e      | Abd     | 13e     | 15e     | 36              | 8e         |

Légende : ici
- * Le pilote n'a pas terminé la course mais est classé pour avoir parcouru plus de 90 % de la distance de course.